# Balilla (sous-marin, 1927)
Pour les articles homonymes, voir Balilla (sous-marin).
Le Balilla est un sous-marin océanique italien, navire de tête de la classe Balilla construit dans les années 1925 pour la Marine royale italienne. 
Le nom du sous-marin est un hommage à Giovan Battista Perasso dit Balilla   (1735-1781), jeune garçon de 11 ans qui commença la révolte des Génois contre les occupants austro-sardes le 5 décembre 1746. Il devient une figure historique de patriote de la république de Gênes au XVIIIe siècle.

## Conception et description
La conception de la classe Balilla consistait en une solide double coque qui donnait aux navires une profondeur de plongée maximale de 110 m (350 pieds), bien que le Domenico Millelire ait atteint 122 m (400 pieds) lors d'essais. Les sous-marins ont déplacé 1 427 tonnes en surface et 1 874 tonnes en plongée. Ils mesuraient 86,5 m de long, avaient une largeur de 7,8 m et un tirant d'eau de 4,7 m. Les sous-marins étaient considérés comme ayant une faible stabilité.
Les sous-marins étaient propulsés par deux moteurs diesel Fiat pour la navigation de surface et deux moteurs électriques Savigliano pour l'entraînement de deux arbres en immersion. Ces derniers produisaient respectivement 4 900 ch (3 700 kW) et 2 200 ch (1 600 kW). Le second moteur diesel était destiné à des usages auxiliaires et à la recharge des batteries, ce qui était une nouveauté au moment de la construction des sous-marins. Les sous-marins ont ainsi atteint une vitesse de 16 nœuds (30 km/h) en surface et de 7 nœuds (13 km/h) en immersion. Cependant, la conception initiale prévoyait la possibilité d'atteindre une vitesse de 17,5 nœuds (32,4 km/h) en surface et de 8,9 nœuds (16,5 km/h) en immersion. Les sous-marins de la classe Balilla avaient une autonomie de 13 000 milles nautiques (24 000 km) à 10 noeuds (19 km/h).
La classe Balilla était armée de six tubes lance-torpilles de 533 mm (21 pouces), dont quatre situés à l'avant et deux à l'arrière. Les sous-marins transportaient un chargement de 16 torpilles, avec deux recharges pour chaque tube de proue et une recharge pour chaque tube de poupe.
La classe était également armée d'un canon de pont de 120 mm (5 pouces)/de calibre 27, modèle 1924, qui était placé dans un support blindé dans la partie avant de la tour de contrôle (kiosque). En 1934, la classe a subi un réaménagement qui a permis de transformer le modèle du canon par un de 120 mm (5 pouces) de calibre 45. Les navires ont également reçu deux mitrailleuses de 13,2 mm (0,52 in) placées dans deux affûts simples,.

## Construction et mise en service
Le Balilla est construit par le chantier naval Odero-Terni-Orlando (OTO) de La Spezia en Italie, et mis sur cale le 12 janvier 1925. Il est lancé le 2 février 1927 et est achevé et mis en service le 21 juillet 1928. Il est commissionné le même jour dans la Regia Marina.

## Histoire du service
Entre mars et septembre 1933, le Balilla est employé en appui à la traversée de l'Atlantique par Italo Balbo : avec son navire-jumeau (sister ship) Millelire et les canonnières Biglieri et Matteucci, il traverse l'Atlantique sous le commandement du capitaine de frégate Valerio Della Campana pour servir de radiobalise et signaler les conditions météorologiques aux avions de Balbo. Cette expérience est également utile pour tester les qualités océaniques du Balilla, qui s'avéra tout à fait satisfaisante. Une fois à Chicago, le sous-marin a été visité par Italo Balbo qui a ensuite fait un discours à l'équipage.
Dans les années 1930, il a également été choisi pour effectuer des essais sur le confinement de la surchauffe des moteurs, essais qui n'ont pas eu lieu en raison de l'opposition de l'état-major de la marine.
Il a participé clandestinement à la guerre civile d'Espagne, sans aucun résultat.
Au début de la Seconde Guerre mondiale, il était déjà âgé et n'avait accompli que trois missions offensives en Méditerranée.
Dans le premier, au sud de l'île de Corfou (avec le capitaine de corvette Michele Morislani comme commandant), il a subi de violentes attaques aériennes le 12 juin 1940 et a été endommagé à tel point qu'il a dû rentrer à la base.
Le 12 juillet, il quitte Brindisi pour se positionner dans une embuscade entre Alexandrie et le Cap Krio (Grèce), mais cette mission est avortée lorsque le commandant - le capitaine de corvette Cesare Girosi - tombe malade.
Le 10 août 1940, il est envoyé en zone de Crète et il revint six jours plus tard, sans avoir obtenu de résultats.
Devenu obsolète, il est alors destiné, comme le Millelire, à l'école de sous-marins de Pula.
Il mène des activités de formation jusqu'à son démantèlement, le 28 avril 1941.
Appelé 'GR. 247, il est utilisé comme pétrolier jusqu'en octobre 1946, date à laquelle il a été mis hors service puis démoli.

### Blason
En 1930, l'architecte Enrico Del Debbio a conçu le porte-drapeau du Balilla. En ronce de noyer locale, il a été équipé de deux supports en ébène représentant deux galères rosées avec des rames en ivoire. Les armoiries, les poignées, les charnières et le mot "Balilla" étaient également en ivoire. Les grappins à pointe de diamant, les anneaux et la tête de victoire étaient en or. Le précieux blason a été présenté aux lecteurs de la prestigieuse revue Architettura e Arti Decorative dans le numéro de mai 1930. Le blason est exposé au Museo Sacrario delle Bandiere delle Forze Armate au Vittoriano à Rome.